# Korana (Sana)
Korana je rijeka koja protiče kroz selo Donja Pecka u općini Mrkonjić Grad.
Izvire u Carevcu i predstavlja prvu pritoku Sane. U Koranu se s Ćojderove glavice ulijeva pedesetak manjih vrela, a nakon što prođe kroz selo ulijeva se u Sanu. Rijeka nije plovna.